# Ԓ
La El con gancho (Ԓ ԓ; cursiva: Ԓ ԓ) es una letra de la escritura cirílica. Su forma se deriva del  Letra cirílica El (Л л) añadiendo un gancho a la parte inferior de la pierna derecha.
El con gancho se agregó oficialmente al alfabeto Chukchi a finales de la década de 1980. La letra se usó por primera vez en una cartilla idioma chukchi que se publicó en 1996 (Ԓыгъоравэтԓьэн йиԓыйиԓ), reemplazando la letra cirílica ⟨Л⟩ para reducir la confusión con la diferente pronunciación de la letra rusa de la misma forma.
La El con descendiente (Ԯ ԯ) es la decimonovena letra del itelmen, introducido con el nuevo alfabeto cirílico durante 1984-1988. En algunas publicaciones El con gancho es sustituido por El con descendiente.
El con gancho ha estado en uso en el idioma khanty desde 1990. El con gancho y El con descendiente se consideran variantes de la misma letra en Khanty, su uso depende del editor en particular.
Esta letra representa la fricativa lateral alveolar sorda /ɬ/, como la pronunciación de ⟨ll⟩ en la lengua galesa.

## Códigos informáticos
| Carácter      | Ԓ                                      | Ԓ                                      | ԓ                                      | ԓ                                      |
| ------------- | -------------------------------------- | -------------------------------------- | -------------------------------------- | -------------------------------------- |
| Unicode       | LETRA MAYÚSCULA CIRÍLICA EL CON GANCHO | LETRA MAYÚSCULA CIRÍLICA EL CON GANCHO | LETRA MINÚSCULA CIRÍLICA EL CON GANCHO | LETRA MINÚSCULA CIRÍLICA EL CON GANCHO |
| Codificación  | decimal                                | hex                                    | decimal                                | hex                                    |
| Unicode       | 1298                                   | U+0512                                 | 1299                                   | U+0513                                 |
| UTF-8         | 212 146                                | D4 92                                  | 212 147                                | D4 93                                  |
| Ref. numérica | &#1298;                                | &#x512;                                | &#1299;                                | &#x513;                                |

## Variantes

Forma original de la letra, 1980s
Forma manuscrita
En otras fuentes
En otras fuentes

La letra tiene dos formas variantes, la original donde el gancho es como una pequeña coma, y la otra donde el gancho sobresale notablemente debajo de la línea base.